# Literatura rabínica

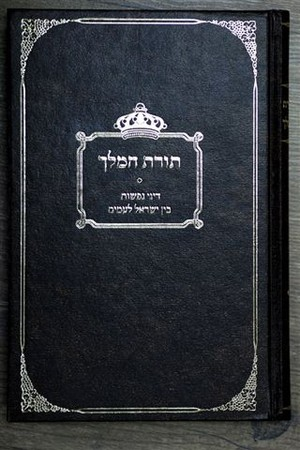
Capa do livro A Lei do Rei

Literatura rabínica, no seu sentido mais abrangente, pode se referir a todo o espectro de escritos rabínicos ao longo da história do judaísmo. O termo também se refere, mais especificamente, à literatura da era talmúdica, em oposição à literatura rabínica medieval e moderna, e por isso corresponde ao termo hebraico Sifrut Hazal (ספרות חז"ל; "Literatura [de nossos] sábios [de] abençoada memória", onde Hazal normalmente se refere apenas aos sábios da era talmúdica). Este sentido mais específico de "literatura rabínica" — referindo-se aos Talmudim, ao Midrash, e outros escritos relacionados, porém quase nunca a textos posteriores — é como o termo geralmente é utilizado na literatura acadêmica contemporânea. Por outro lado, os termos meforshim e parshanim ("comentários" / "comentaristas") quase sempre se referem a escritores posteriores, pós-talmúdicos, autores de glosas rabínicas sobre os textos bíblicos e talmúdicos.
Este artigo discute a literatura rabínica em ambos os sentidos do termo. Começa com a literatura rabínica clássica da era talmúdica (Sifrut Hazal), e acrescenta um amplo panorama dos escritos rabínicos de períodos posteriores.

## Literatura mishnaica
A Mishná e a Tosefta (compiladas a partir de materiais anteriores ao ano 200 d.C.) são as primeiras obras existentes da literatura rabínica, e expuseram e desenvolveram a lei oral do judaísmo, assim como seus ensinamentos éticos. Na sequência vieram os dois Talmudes:
- O Talmude de Jerusalém (c. 450)
- O Talmude Babilônico (c. 600)
- Os tratados menores (parte do Talmude Babilônico)

## Midrash
Midrash (plural: Midrashim) é uma palavra hebraica que se refere a um método de ler detalhes em, ou a partir de, um texto bíblico. O termo também pode se referir a uma compilação de ensinamentos midráshicos, na forma de escritos legais, exegéticos, homiléticos ou narrativos, configurados frequentemente como comentários sobre a Torá ou o Mishná. Existem muitas obras "clássicas" do Midrash, feitas desde o período chamado "mixnaico" até o período dito gueonim (que durou toda a segunda metade do primeiro milênio d.C.), que mostram frequentemente evidências de terem sido trabalhadas e retrabalhadas a partir de materiais anteriores, e que quase sempre chegaram até nós em diversas versões. Uma lista compacta destas obras pode ser vista abaixo; (uma lista mais completa pode ser encontrada no artigo Midrash). A linha do tempo mostrada a seguir é aproximada, pois diversos destes escritos foram compostos ao longo dum grande período de tempo, com material emprestado e coletado de versões anteriores; suas histórias são, portanto, um tanto incertas, e assunto de diversos debates acadêmicos. Na tabela abaixo, n.e. significa que o trabalho em questão não existe mais, e só é conhecido através de referências secundárias.
| Data aproximada                  | Exegeta                                                 | Homilética                                              | Narrativa                                   |
| -------------------------------- | ------------------------------------------------------- | ------------------------------------------------------- | ------------------------------------------- |
| Período tanaítico (até 200 d.C.) | Mekhilta Mekilta le-Sefer Devarim (n.e.) Sifra Sifre    | Alphabet of Akiba ben Joseph (?)                        | Seder Olam Rabá                             |
| 400–650 d.C.                     | Gênesis Rabá Lamentações Rabá                           | Levítico Rabá Pesikta de-Rav Kahana Midrash Tanhuma     | Seder Olam Zutta                            |
| 650–900 d.C.                     | Midrash Provérbios Eclesiastes Rabá                     | Deuteronômio Rabbah Pesikta Rabbati Avot de Rabbi Natan | Pirkei de-Rabbi Eliezer Tanna Devei Eliyahu |
| 900–1000 d.C.                    | Midrash Salmos Êxodo Rabá Rute Zuta Lamentações Zuta    |                                                         |                                             |
| 1000–1200                        | Midrash Aggadah de Moses ha-Darshan Midrash Tadshe      |                                                         | Sefer ha-Yashar                             |
| Posteriores                      | Yalkut Shimoni Midrash ha-Gadol Ein Yaakov Números Rabá |                                                         |                                             |

## Obras proeminentes
- Mishná
- Talmude
- Toseftá
- Midrash
- Mishné Torá
- Tur
- Shulchan Aruch
- Responsa
- Literatura cabalistica

### Textos gerais
- Survey of Rabbinic Literature
- A timeline of Jewish texts
- Comprehensive listing by category - Global Jewish Database
- Judaica archival project
- Chapters On Jewish Literature

### Textos completos
- Mechon Mamre
- Halacha Brura and Birur Halacha Institute
- The Electronic Torah Warehouse
- hebrewbooks.org
- seforimonline.org
- Primary Sources @ Ben Gurion University
- Young Israel library

### Glossários
- Judaic glossary
- Sources@JTS
- Glossary/Bibliography